# Mutuka
Mutuka è una circoscrizione rurale (rural ward) della Tanzania situata nel distretto urbano di Babati, regione del Manyara. Conta una popolazione di 4 910 abitanti (censimento 2012).